# 1. Armee (Bulgarien)
Die 1. Armee (bulgarisch Първа армия) war ein Großverband der bulgarischen Armee während der Balkankriege 1912/1913, des Ersten und des Zweiten Weltkriegs.

## Geschichte

### Balkankriege

#### Erster Balkankrieg
Nach den militärischen Reformen im Bulgarien im Jahr 1907 wurde das bulgarische Gebiet in drei Armee-Inspektionen aufgeteilt. Jede von ihnen wurde in drei weitere Bezirke unterteilt, die im Kriegszeiten eine Feldarmee bildeten.
Die 1. Armee wurde somit durch die Erste Armee-Inspektion, die ihren Sitz in Sofia hatte, und zunächst durch die 1., 6. und 7. Division gebildet. Nach weiteren Reformen wurden die 6. und 7. Division durch die 3. und die neu gebildete 10. Division ersetzt, die zuvor Teil der Zweiten Armee-Inspektion waren. Nach der Kriegserklärung und der allgemeinen Mobilmachung im September 1912 bestand die 1. Armee aus drei Infanteriedivisionen und einem Kavallerieregiment. Jedoch konnte nur die 3. Division ihre volle Stärke von drei Infanteriebrigaden erreichen, während die 10. Division mit einer Brigade von der 1. Division und einer weiteren aus der 6. Division gebildet wurde.
|                                | Bataillone | Soldaten | Gewehre | Maschinen Gewehre | Kanonen |
| ------------------------------ | ---------- | -------- | ------- | ----------------- | ------- |
| Armeeführung und Stab          |            | 1.439    | 424     |                   |         |
| 1. „Sofia“ Infanteriedivision  | 17         | 24.976   | 17.885  | 16                | 60      |
| 3. „Balkan“ Infanteriedivision | 25         | 34.991   | 25.106  | 24                | 72      |
| 10. Infanteriedivision         | 17         | 23.693   | 17.269  | 16                | 48      |
| 9. Kavallerie-Regiment         |            | 504      | 373     |                   |         |
| Nachhut                        |            | 3.000    |         |                   |         |
| Zusammen                       | 59         | 88.603   | 61.067  | 56                | 180     |

Die bulgarische Plan stellte die 1. Armee unter den Befehl von Generalleutnant Wassil Kutintschew an der ostthrakischen Front. Die 1. Armee sollte die osmanischen Kräfte zwischen Kırklareli und Edirne, bzw. zwischen der rechten Flanke der 2. Armee, die auf Edirne vorrückte, und der linken Flanke der 3. Armee, die durch das Strandscha-Gebirge in Richtung Lüleburgaz vordrang, angreifen. Um einen schnellen Vormarsch der bulgarischen Truppen zu gewährleisten, wurde die 1. Brigade der 3. Division der 2. Armee zugewiesen, während der Rest der 1. Armee in den Raum zwischen den beiden befestigten Städte rückte. Mit der Schlacht von Kırklareli, in der die 1. Armee mit 5745 Toten die Hauptlast trug, war der Weg auf Lüleburgaz frei, und fast das gesamte Strandscha-Gebirge fiel in bulgarische Hände.

#### Zweiter Balkankrieg

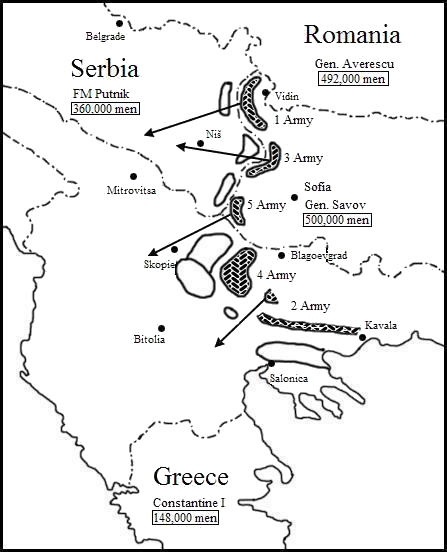
Operationsplan der bulgarischen Streitkräfte im Zweiten Balkankrieg

In der Zeit nach dem Ersten Balkankrieg stiegen die Spannungen zwischen den Verbündeten deutlich an. Serbien und Griechenland bildeten eine neue Allianz, die gegen Bulgarien gerichtet war. Es begannen Scharmützel vor allem zwischen den kleineren bulgarischen Kräften, die aus Makedonien stammten und serbischen und griechischen Verbändem die Makedonien im Ersten Balkankrieg besetzt hatten. Angesichts dieser Situation begann die bulgarische Armee, ihre Truppen aus Ostthrakien in den westlichen Teil des Landes zu verlegen und sie zu reorganisieren.
Die Erste Armee, noch unter dem Kommando von Lieutenant General Wassil Kutintschew, wurde im nordwestlichen Teil des Landes zwischen Widin und Berkowiza verlegt, entlang der alten Grenze zu Serbien. Sie setzte sich um 15. Junijul. / 28. Juni 1913greg. von zwei Divisionen mit jeweils nur zwei Brigaden, ein paar Schwadronen Kavallerie und einer unabhängigen Infanteriebrigade zusammen.
|                                | Bataillone | Soldaten | Gewehre | Kanonen |
| ------------------------------ | ---------- | -------- | ------- | ------- |
| Armeeführung                   |            | 713      |         |         |
| 5. „Donau“ Infanteriedivision  | 14         | 20.097   | 18.680  | 48      |
| 9. „Plewen“ Infanteriedivision | 16         | 26.740   | 22.284  | 32      |
| Unabhängige Brigade            | 8          | 9.139    | 5.782   | 28      |
| Zusammen                       | 38         | 56.689   | 46.746  | 108     |

Der Operationsplan der bulgarischen Streitkräfte sah vor den Krieg mit einer Offensive und dem Vorrücken der 1. und 3. Armee in Richtung Altserbien zu beginnen. Diese sollten die Kommunikations- und Versorgungswege der in Makedonien konzentrierten serbischen Armee abzuschneiden. Der Konflikt begann jedoch am 16. Junijul. / 29. Juni 1913greg. mit dem Befehl an der 4. und 2. Armee die serbischen und griechischen Stellungen in Makedonien anzugreifen.
In der anschließenden Tagen herrschte eine Verwirrung und die restlichen drei bulgarischen Armeen erhielten keine Aufträge zum Angriff. Erst am Abend des 21. Junijul. / 4. Juli 1913greg. wurde der 1. Armee befohlen, gegen die Stadt Knjaževac zu marschieren und ihrer Besetzung sind in zwei zu teilen. Mit dem einem Zug sollte die 1. Armee gegen Zaječar und dem zweiten Richtung Süden marschieren, um die 3. Armee bei Pirot zu unterstützen. Gegner der 1. Armee war die serbischen Timok-Armee mit 31 Kompanien und 12 Artillerie-Batterien unter dem Befehl von Oberst Vukuman Aračić. Den Bulgaren gelang es einen Teil dieser Kräfte zu besiegen und besetzen Knjaževac mit nur 280 Tote und 820 Verwundete.
In der Zwischenzeit erklärte Rumänien Bulgarien den Krieg und drang mit seinen Armeen im nördlichen Teil seine Nachbarlandes ein. Dieser neuen Feind bedrohte die Nachhut der 1. Armee und zwang das bulgarische Oberkommando ihr den Rückzug zu befehlen. Der befohlene Rückzug hatte negativen Einfluss auf die Moral der Truppe und verursachte Meuterei wie beispielsweise in der 9. Division, die sich völlig unorganisiert zurückzog. Die Situation war besonders schlimm in der 2. Kompanie der Division, welche sich den rumänischen Kräften bei Montana übergab. Der Rest der Division rückte nach Sofia zurück und nahm später eine wichtige Rolle in der Schlacht in der Kresna-Schlucht ein.
Mit dem begonnenen Rückzug der 1. Armee eroberten die Serben Knjaževac zurück, drangen auf bulgarischen Boden ein und eroberten Belogradtschik, wo sie Kontakt mit den rumänischen Kräften aufnahmen. Somit war der gesamte Nordosten Bulgariens von den Serben besetzt. Lediglich Widin konnte unter Oberst Krastju Marinow mit einigen der zerschlagenen Kompanien aus Belogradtschik und über 3000 Freiwilligen die serbischen Angriffe bis zum Kriegsende abwehren. Der Großteil der 1. Armee zog jedoch in Richtung Sofia ab. Ein weiterer Teil nahm Positionen in den Pässen des Balkangebirges ein, um den rumänischen Vormarsch auf die bulgarische Hauptstadt zu stoppen. Der größere Teil der verbliebenen 1. Armee wurde jedoch der anderen bulgarischen Armee zugeordnet.
Am 15. Julijul. / 28. Juli 1913greg. wurde ein allgemeiner Waffenstillstand zwischen den Kriegsparteien vereinbart und rund zehn Tage später der Friede von Bukarest unterzeichnet, der unter anderem eine sofortige Demobilisierung der bulgarischen Armee vorsah.

### Erster Weltkrieg
Am 14. Oktober 1915 erfolgte im Rahmen des Serbienfeldzugs der Mittelmächte der Kriegseintritt Bulgariens. Die Mittelmächte hatten seit dem 6. Oktober 1915 eine Offensive gegen das Königreich Serbien erfolgreich eingeleitet.
Die 1. Armee marschierte an der bulgarischen Westgrenze, östlich des unteren Timok und im Raum Caribrod mit der 4., 6., 8. und 9. Division auf. Ihr gegenüber sicherte die serbische 2. Armee unter General Stepanović, die vier Divisionen zwischen Niš, Pirot und Vranje konzentriert hatte. Am 15. Oktober erzwang General Bojadschiew den Timokübergang bei Knjaževac und südöstlich von Pirot. Erst am 16. Oktober konnte der Übergang bei Negotin erzwungen werden. Die 6. Division stieß östlich von Zaječar auf starken Widerstand der serbischen Kombinierten Division. Die 3. Division besetzte Kriva Palanka. Die 7. Division brach über die Grenzgebirge in das Bregalnica-Tal und erreichte am 16. Oktober Pehčevo. Die 8. und 9. Division stießen über Knjaževac auf Niš vor. Die 3. Division stürmte die serbischen Höhenstellungen bei Kriva Palanka. Der serbische Rückzug am 27. Oktober ermöglichte der separat operierenden Gruppe des Generals Ribarow (1. und 6. Division) die Einnahme von Zaječar und Pirot und das Nachrücken der 1. Armee auf die Linie Paračin-Niš-Leskovac. Bis zum 7. November hatte die 1. Armee die südliche Morava auf breiter Linie zwischen Aleksinac und Niš erreicht und stellte im weiteren Verlauf der Operationen die Verbindung zur deutschen 11. Armee her. Im südlichen Frontabschnitt drang währenddessen die bulgarische 2. Armee unter General Todorow durch das Tal des Vardar nach Süden vor und verfolgte mit ihrem nördlichen Flügel die Serben durch Makedonien.

### Zweiter Weltkrieg

#### An der Seite der Achsenmächte
Bulgarien schloss sich den Achsenmächten im Jahr 1941 an, als deutsche Truppen den Einmarsch in Jugoslawien und Griechenland vorbereiteten, die bulgarischen Grenzen erreichten und von Bulgarien die Erlaubnis forderten, durch das bulgarische Gebiet frei zu passieren. Am 1. März 1941 unterzeichnete Bulgarien den Dreimächtepakt und trat offiziell auf die Seite der Achsenmächte. In der bulgarischen Armee gab es zu diesem Zeitpunkt neben der 1. Bulgarischen Armee noch weitere drei Armeen mit rund 30 Divisionen.
Im Zuge des Balkanfeldzugs griff die 1. Armee in den Zweiten Weltkrieg ein und besetzte die jugoslawische Vardarska banovina und Teile der Moravska banovina und sicherte somit die Nachhut der Wehrmacht. Ab Ende August 1944 zog sich Bulgarien aus den besetzten Gebiete Jugoslawiens zurück um ab 9. September den Krieg gegen die Wehrmacht aufzunehmen.

#### Auf der Seite der Alliierten

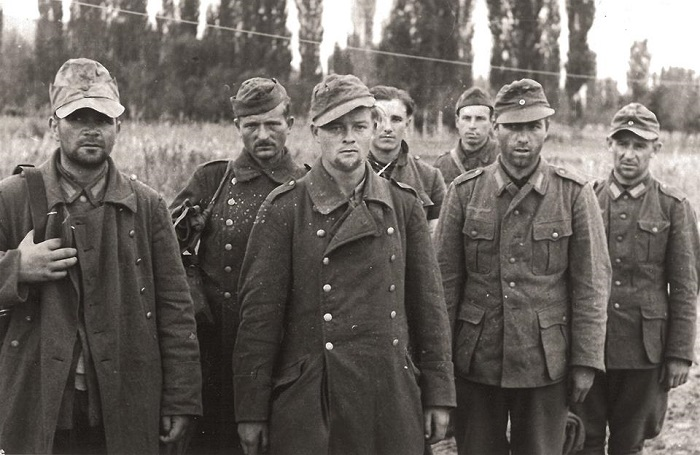
Von der 1. Bulgarischen Armee bei Kumanovo gefangene deutsche Soldaten (November 1944)

Nach der Besetzung Bulgariens durch die Rote Armee im September 1944 wurden die bulgarischen Streitkräfte unter sowjetische Führung gestellt, so die 1. Armee von September bis November 1944 zusammen mit zwei weiteren Armeen (der 2. und 4. Armee) versuchte die aus Griechenland zurückweichenden deutschen Kräfte in Makedonien, Süd-Serbien, Kosovo und Metochien in die Flanke zu stoßen (Stracin–Kumanovo Operation). Dabei bestand die 1. Armee aus der 1., 2. und 11. Infanterie-Division, sowie aus Teilen der 2. Reiter- und 1. Sofia-Division (diese bestand aus Partisanen-Truppen).
Von Dezember 1944 bis Mai 1945 kämpfte die reorganisierte 1. Armee mit 99.662 Mann unter dem Kommando der Roten Armee. Die Armee unterstand dabei dem General Wladimir Stojtschew und begleitete den Vormarsch der 3. Ukrainischen Front auf der Balkanhalbinsel nach Norden (Belgrader Operation). Die 1. Armee bestand aus der 3., 8., 10., 11., 12. und 16. Infanterie-Division. Diese waren in zwei Korps (3. und 4.) gruppiert.
Die 1. Armee kämpfte im Herbst 1944 im Verband der 3. Ukrainischen Front auf jugoslawischem und ungarischem Boden. Aufgrund von eigenen Versorgungsengpässen bekam die 1. Armee im Frühjahr 1945 von der Roten Armee 44 Flugzeuge, 65 T-34 Panzer, 410 Geschütze, 115 Flak-Geschütze, 370 Granatwerfer, 370 Transportfahrzeuge und rund 30.000 Handwaffen.
In der Operation „Frühlingserwachen“ griffen die Deutschen in die drei Richtungen an. Im Norden am Balaton (Plattensee), in der Mitte gegen die sowjetische 57. Armee und das bulgarische 3. Korps in Richtung Pécs und am Südflügel über die Drava Richtung Valpovo (heutiges Kroatien) gegen das bulgarische 4. Korps und die jugoslawische 3. Armee. Trotz schwerer Verluste und schlechter Bedingungen im Winter gelang es die Deutschen bis zum 15. März 1945 aufzuhalten und bis zum 19. März wieder hinter die Drava zurückzudrängen.
Gliederung im März 1945
3. bulgar. Korps Generalleutnant Todor Toschew
- Bulg. 8. Division Generalmajor Boris Charizanow
- Bulg. 10. Division Generalmajor Iwan Chubenow
- Bulg. 12. Division General Stephen Taraleschkow

4. bulgar. Korps General Stojan Trendafilow
- Bulg. 3. Division Generalmajor Wassil Ljubenow
- Bulg. 11. Division Generalmajor Angel Dotsew
- Bulg. 16. Division Generalmajor Tsonyo Ganew
- Bulgarische Garde-Division Generalmajor Sławczo Trynski

Das Hauptziel der Bulgaren blieb es, die deutsche 6. Armee vor dem sowjetischen Hauptstoß in Richtung auf Wien abzulenken und zu binden. Um den Süd-Flügel der 3. Ukrainischen Front zu schützen, marschierten die Bulgaren im Rahmen der „Wiener Operation“ im engen Zusammenwirken mit der 57. Armee über Bad Radkersburg in die Südost-Steiermark ein und erreichten Anfang Mai 1945 den Raum Völkermarkt in Kärnten. 20 km von Klagenfurt entfernt traf sie dann mit der aus Italien über den Wurzenpass vorstoßenden britischen 8. Armee zusammen.